# ふこく出版
ふこく出版は東京都八王子市に本社を置く書籍の編集や出版および自費出版支援などを手掛ける会社。

## 概要
東京都八王子市を拠点に、書籍の編集や出版を手掛ける。また、自費出版支援も行う。

## 所在地
東京都八王子市万町34番地1